# Hubertuskapelle (Arloff)

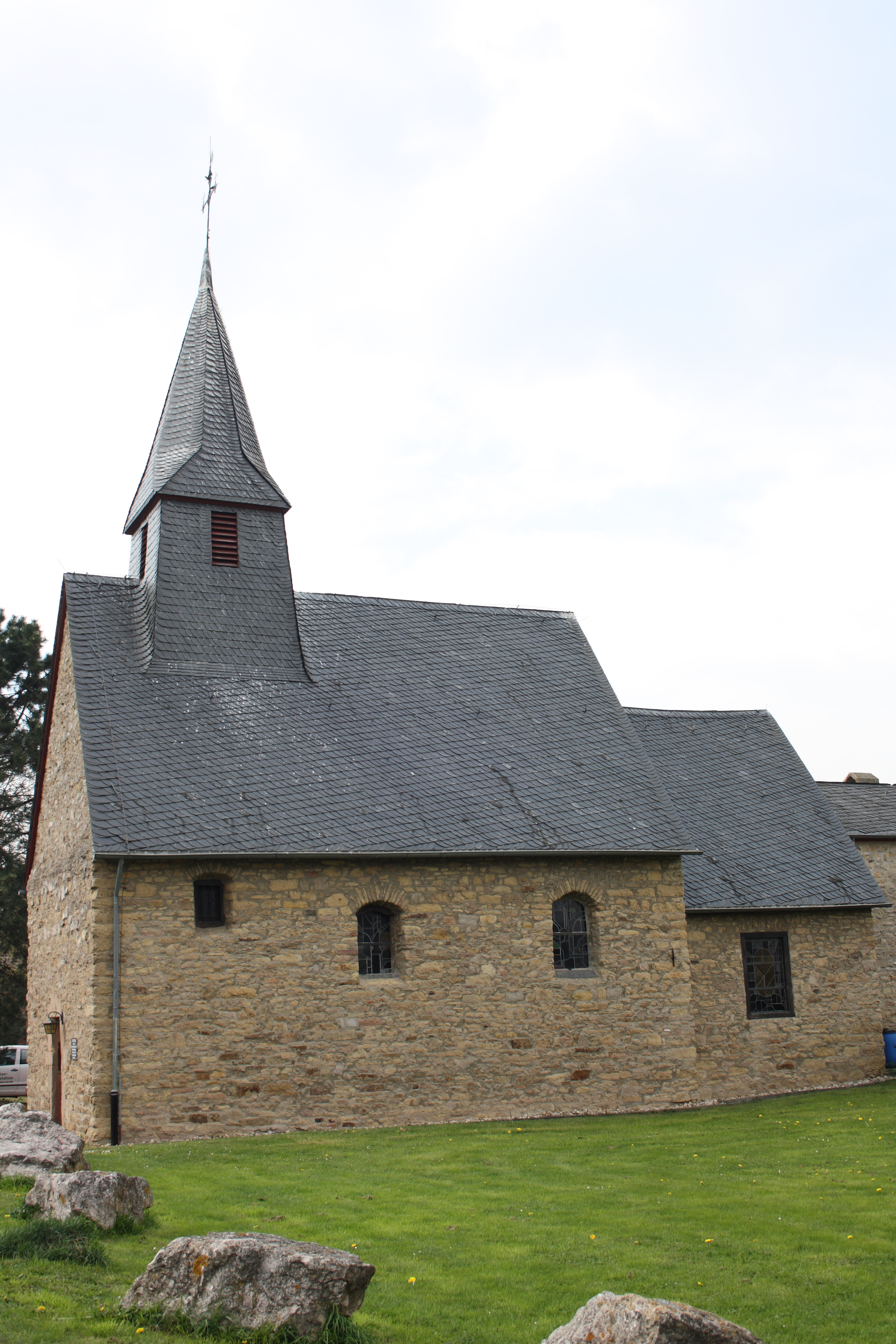
Hubertuskapelle in Arloff

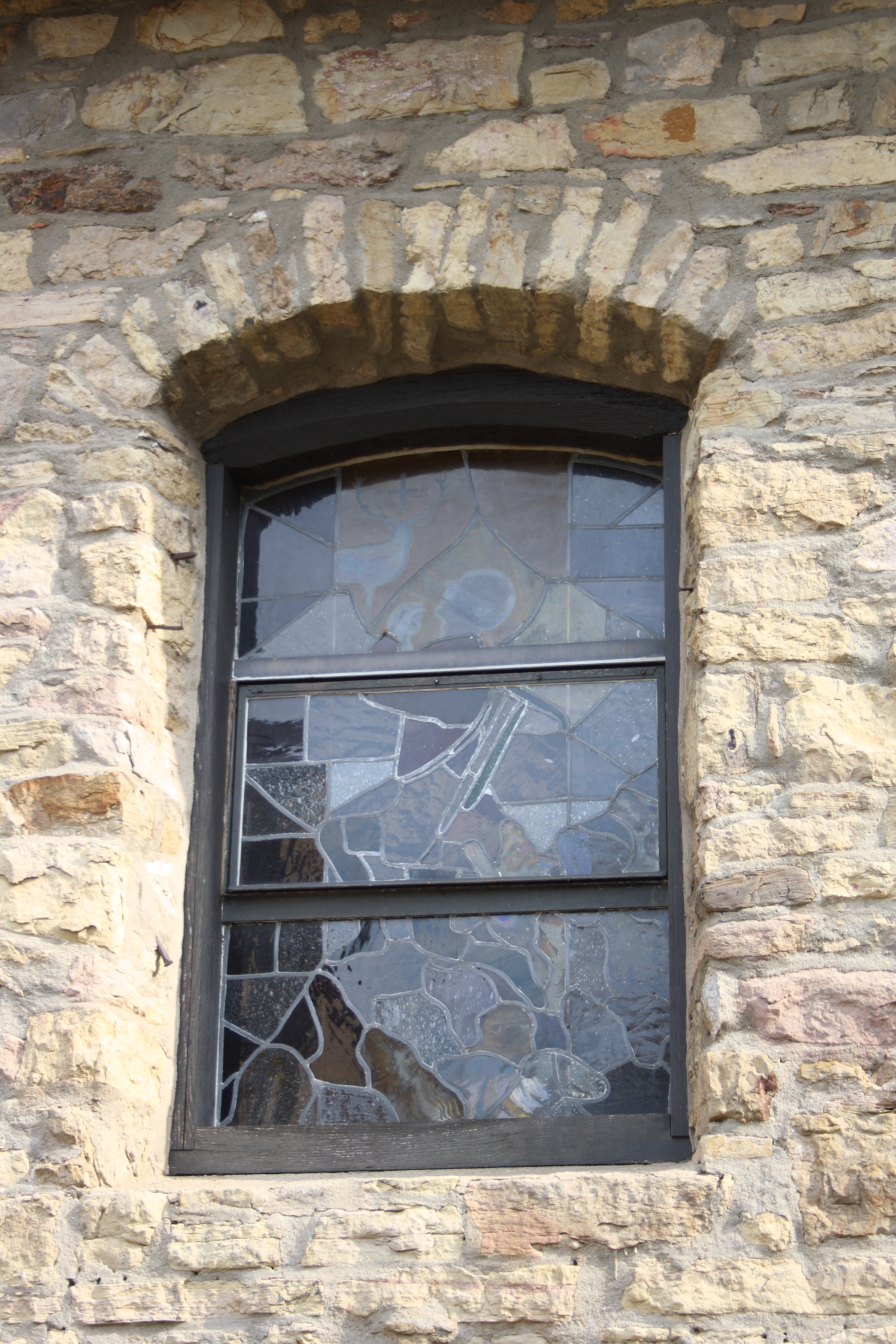
Bleiglasfenster der Hubertuskapelle

Die Hubertuskapelle in Arloff, einem Stadtteil von Bad Münstereifel im Kreis Euskirchen in Nordrhein-Westfalen, ist eine katholische Kapelle, die im Jahr 1466 erbaut wurde. Die dem heiligen Hubertus geweihte Kapelle ist ein geschütztes Kulturdenkmal.

## Geschichte
Die Hubertuskapelle wurde 1466 erbaut, wie an der Inschrift am Türsturz der Kapelle zu sehen ist. Baumeister war wahrscheinlich Reinhard Schrueder, der 1477 an der Kirche in Roitzheim tätig war. Der Gottesdienst in Arloff wurde von Kirspenich aus versehen. 1955 wurden bei Restaurierungsarbeiten Fresken aus der Zeit der Erbauung entdeckt und freigelegt.  

## Architektur
Der einfache Bruchsteinbau mit einem kleinen viereckigen Chor hat eine Länge von 14,60 Meter und eine Breite von 5,50 Meter. Die Kapelle wird von geschieferten Satteldächern gedeckt. Das Westportal besitzt eine Hausteinfassung und die Fenster mit Glasmalereien entstanden wohl im 17. bzw. 18. Jahrhundert. Über dem Giebel befindet sich ein viereckiger Dachreiter, der mit einem spitzen achtseitigen Helm abschließt.
Eine Mittelsäule im rechteckigen Schiff stützt die flache Decke. Durch einen Triumphbogen gelangt man in den mit einem Kreuzgewölbe überspannten Chor.